# Breandan
Svatý Breandan byl irský benediktinský mnich a opat, žijící v 5. století.
Narodil se v Irsku. Stal se mnichem a odešel do Británie. Byl pronásledován pelagianisty a hledal útočiště v klášteře v Gálii, zde se stal opatem. Více informací není známo.
Jeho svátek se slaví 11. ledna.